# Christopher Reinhard
Pour les articles homonymes, voir Reinhard.
Christopher Reinhard né le 19 mai 1985 à Offenbach am Main, est un footballeur allemand évoluant au poste de défenseur qui est sous contrat avec le FC Ingolstadt 04.

## Biographie
Ses plus grands succès sont avec les - de 20 de l'équipe nationale allemande, et en Hollande avec la montée de Francfort en ligue fédérale pour la saison 2004/05. Reinhard a tiré 2 buts et a formé Patrick Ochs. Après des blessures fréquentes, il n'a plus trouvé son ancien niveau. Reinhard change vers Karlsruher SC en la saison 2007/08 et a reçu un contrat de trois ans. Ensuite, il a changé vers le FC Ingolstadt 04. 